# Imrich Matyáš
Imrich Matyáš (Pozsony, 1896. április 24.  – Pozsony, 1974. október 18.) Csehszlovákia egyik első melegjogi aktivistája, aki a szexuális kisebbségek egyenlő jogaiért és a homoszexualitás dekriminalizációjáért küzdött. Az első csehszlovák queer-folyóirat, a Hlas sexuální menšiny („Szexuális kisebbségek hangja”) egyik szerzője volt.

## Korai évei
Arisztokrata gyökerekkel rendelkező családban született. Miután katonaként szolgált az I. világháború olasz frontján, megkezdte élethosszig tartó karrierjét hivatalnokként a szociális és nyugdíj juttatásokat kezelő intézetnél. 1919-ben kezdett el harcolni a homoszexuális emberek jogaiért.

## Aktivizmusa
A homoszexuálisok támogatása érdekében végzett munkásságára nagy hatással volt a német szexológus Magnus Hirschfeld és Kurt Hiller aktivista. Velük együtt ő is a Tudományos-Humanitárius Bizottság és a Világliga a Szexuális Reformokért tagja volt. Hogy megsegítse Pozsony queer közösségét, Imrich kiadott egy útmutatót melegek számára arról, hogyan védhetik meg magukat az igazságügyi rendszerben.
A második világháború után az új csehszlovák kormány tovább folytatta a homoszexuális cselekedetek kriminalizálását, és az 1950-es büntető törvénykönyvben már akár 1 évig tartó szabadságvesztéssel is sújtható volt az elkövető. Imrich aktívan felszólalt a jogszabály ellen, és próbálta meggyőzni a döntéshozókat annak módosításáról. A homoszexualitást végül 1961. november 29-én dekriminalizálták Csehszlovákiában.